# Giuseppe Pasolini Zanelli
Il conte Giuseppe Maria Gaspare Gaudenzio Pasolini Zanelli, patrizio di Cesena, di Faenza e di San Marino (Faenza, 13 luglio 1844 – Faenza, 12 marzo 1909), è stato un nobile e politico italiano.

## Biografia
Di antica stirpe nobiliare, risalente ad una concessione di Clemente X, imparentato col senatore Gaspare Finali, è stato consigliere comunale ed assessore anziano di Faenza, ha ereditato da suo padre Scipione Pasolini Zanelli una cospicua ricchezza e la gestione del Canale naviglio Zanelli, una via d'acqua attivata nel 1782 per ovviare alla scarsa praticabilità invernale della strada Faentina. Deputato per due legislature, è stato nominato senatore a vita nel 1901.